# 紗織
紗織（さおり、1月12日 - ）は日本の漫画家、熊本県出身、血液型A型、デビュー作は『悪い男』。

## 作品リスト
特記する作品以外、全て集英社、マーガレットコミックスから刊行されている。
- 思春期で倦怠期でバカな彼氏へ（2014年1月24日発売[2]、ISBN 978-4-08-845165-7）
  - 思春期で倦怠期でバカな彼氏へ（『ザ マーガレット』2013年8月号）
  - 崩壊するテトラゴン（『ザ マーガレット』2013年6月号）
  - 怪獣がやってくる（『ザ マーガレット』2013年12月号）
  - ピエロの鼻（『ザ マーガレット』2012年12月号）
  - 孤独なトナカイ（『別冊マーガレット』2012年12月号別冊ふろく『別マTWO』vol.6）
- drop[注 1]（2014年6月25日発売[3]、『別冊マーガレット』2014年2月号 - 5月号[4]、ISBN 978-4-08-845232-6、全1巻）
  - 浮気な傷跡（『ザ マーガレット』2010年7月号）
  - 愚かな遠回り（描きおろし）
- 悪い男（2015年8月25日発売[5]、ISBN 978-4-08-845433-7）
  - 君とSNS（『ザ マーガレット』2015年4月号）
  - 悪魔の呪いを解く為に。（『ザ マーガレット』2015年6月号）
  - 恋愛保険（『ザ マーガレット』2012年8月号）
  - abnormal love（『ザ マーガレット』2010年3月号）
  - アンビバレンツ（『別冊マーガレットsister』2011年4月増刊号）
  - 悪い男（『別冊マーガレット』2009年4月号、デビュー作）
- マリーマリーミー!（2016年12月22日発売[6]、『別冊マーガレットsister』2015年10月増刊号 秋フェス01[7] - 12月増刊号 秋フェス03、ISBN 978-4-08-845687-4、全1巻）
  - サマーチョコレートミントキス（『別冊マーガレット』2016年8月号別冊ふろく『夏の恋しよう!』）
- 月曜日の恋人（2016年 - 2017年、全2巻）
  1. 2017年8月25日発売[8][9]、『ザ マーガレット』2017年2月号[10] - 8月号、ISBN 978-4-08-845808-3
    - 別曜日の恋人[9][11]（描きおろし）

  2. 2018年2月23日発売[12]、『ザ マーガレット』2017年10月号 - 2018年2月号、ISBN 978-4-08-845896-0
    - 初デート（『ザ マーガレット』2016年12月号）
- 山瀬はどこへ行った?[注 2]（2018年、全2巻）
  1. 2018年7月25日発売[13][14]、『別冊マーガレット』2018年3月号[15] - 7月号、ISBN 978-4-08-844068-2
  2. 2018年12月25日発売[16]、『別冊マーガレット』2018年8月号 - 12月号、ISBN 978-4-08-844140-5

### イラスト
- （タイトルなし）（『別冊マーガレット』2018年3月号別冊ふろく『別冊マーガレットsister』）

### 単行本未収録作品
- 心の扉（『デラックスマーガレット』2010年3月号）
- マスクちゃんの秘密[17][18]（『別冊マーガレット』2019年11月号別冊ふろく「君にしか見せないナイショの素顔」）
- 光る、有沢（『別冊マーガレット』2021年5月号別冊ふろく『別マ BABY』Vol.5）
- 推しは遠きにありて思ふもの（『ザ マーガレット』2021年秋号）
- あざとい私じゃ駄目ですか?（『別冊マーガレット』2022年3月号別冊ふろく『別マ BABY』Vol.15）
- 黒猫くんを飼い慣らしたい（『別冊マーガレット』2022年5月号[19] - 10月号[20][21]）
- オモイオモイアイ（『別冊マーガレット』2023年12月号別冊ふろく『別マ BABY』Vol.36[22] - 2025年3月号別冊ふろく『別マ BABY』Vol.51[23]）